# La Lajita, Ajuchitlán del Progreso
La Lajita är en ort i Mexiko.   Den ligger i kommunen Ajuchitlán del Progreso och delstaten Guerrero, i den södra delen av landet, 240 km sydväst om huvudstaden Mexico City. La Lajita ligger 1 247 meter över havet och antalet invånare är 142.
Terrängen runt La Lajita är bergig åt sydost, men åt nordväst är den kuperad. La Lajita ligger nere i en dal. Runt La Lajita är det ganska glesbefolkat, med 21 invånare per kvadratkilometer. Närmaste större samhälle är Pocitos del Balcón, 10,2 km sydost om La Lajita. I omgivningarna runt La Lajita växer huvudsakligen savannskog.